# Vennoneten
Die Vennoneten (lateinisch Vennonetes), auch Vennonen (Vennones), waren ein alpiner Stamm, dessen Wohnsitze in der römischen Provinz Raetia lagen. Die Vennoneten werden dabei in der Literatur gerne im Veltlin oder der Ostschweiz bzw. um das Alpenrheintal lokalisiert. Von Plinius dem Älteren wurden sie in seiner Naturalis historia als Stamm der Räter bezeichnet, doch es wurde auch eine Zuordnung zu den Kelten diskutiert.
Die Inschrift am Tropaeum Alpium im heutigen La Turbie (erbaut 7/6 v. Chr.) nennt die Vennonetes als dritten Stamm in der Liste der 16/15 v. Chr. in den augusteischen Alpenfeldzügen besiegten Alpenvölker. In der Sekundärüberlieferung der Liste bei Plinius wurden sie mit den Venosten vertauscht und erscheinen erst an vierter Position. An anderer Stelle werden sie von Plinius als Vennonenses bezeichnet, bei Strabon erscheinen sie als Οὐέννωνες (Ouénnōnes) und bei Claudius Ptolemäus als Οὐέννωνετες (Ouénnōnetes).